# 迷人杜鹃
迷人杜鹃（学名：Rhododendron agastum）为杜鹃花科杜鹃花属下的一个种。

## 扩展阅读
- 維基物種上的相關：迷人杜鹃